# John Friend

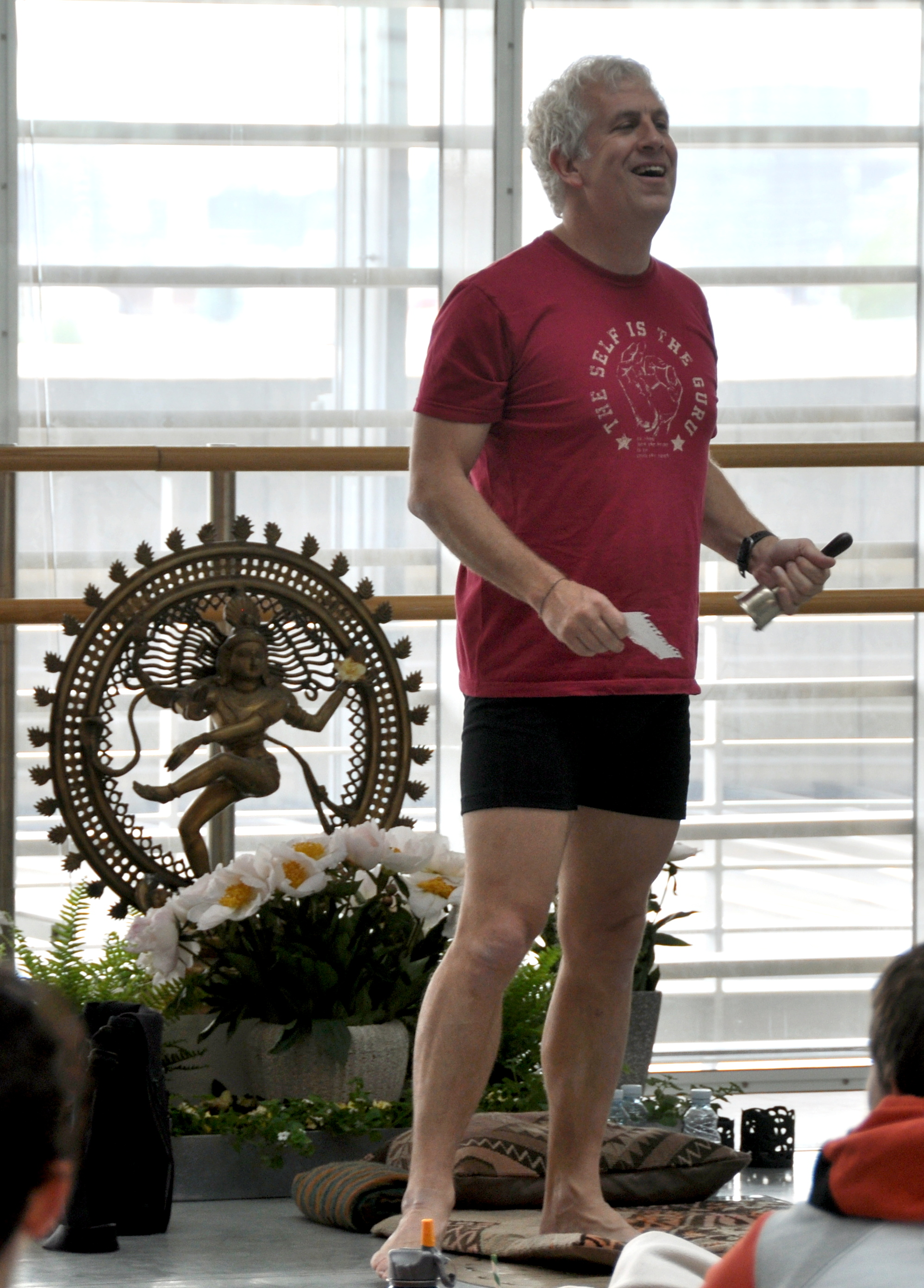
John Friend in 2010

John Friend (ca. 1959) is de oprichter van anusara-yoga, een relatief nieuwe stijl van hatha-yoga.
Van John Friend wordt gezegd dat hij op zijn vierde al filosofeerde over leven en dood en zich op achtjarige leeftijd door zijn moeder, Ann Friend, liet voorlezen uit boeken over de essentie van het leven en yoga. Al op zijn dertiende kocht hij de Bhagavad gita. Friend kent een groeiende aanhang beoefenaars die door de Amerikaanse media Anusara groupies of Friend Heads worden genoemd.
John Friend begon les te geven in yoga vanaf 1980. In lijn met de Amerikaanse traditie als smeltkroes van culturen, verbond hij vele technieken en filosofieën met elkaar. Hij kwam op een moment tot de conclusie dat hij zijn yogalessen niet meer in de stijl van B.K.S. Iyengar gaf. Hij koos daarom een nieuwe naam voor zijn yogastijl, Anusara Yoga, dat Sanskriet is voor 'flowing with grace' (gracieuze vloeiende beweging). Friend studeerde met Pattabhi Jois in Californië en woonde de conventie van Iyengar-yoga in Boston bij, waar hij B.K.S. Iyengar ontmoette.